# Hetlingen
Hetlingen é um município da Alemanha localizado no distrito de Pinneberg, estado de Eslésvico-Holsácia .